# Relaciones Países Bajos-Venezuela
Las relaciones Países Bajos-Venezuela se refieren a las relaciones internacionales que existen entre Países Bajos y Venezuela.

## SigloXIX
Durante el gobierno de José Tadeo Monagas se modificó la Ley de Espera y Quita afectando las inversiones extranjeras en Venezuela. En 1850 llegaron al país buques de la escuadra de las Indias Occidentales británicas, acompañados por una fragata holandesa exigiendo que fueran reparados los daños ocasionados a sus compatriotas por culpa de la ley, bajo la amenaza de bloquear los puertos de La Guaira y Puerto Cabello si no se pagaban dichos agravios. Después de 6 meses de bloqueo convino el gobierno en firmar un convenio donde el Estado se comprometía a asumir la responsabilidad por las deudas.

El 19 de mayo de 1857, el representante de los Países Bajos, Pedro Van Rees, realiza una visita oficial a Caracas para negociar acuerdos relativos a la isla de Aves y a la reclamación por los sucesos de Coro.

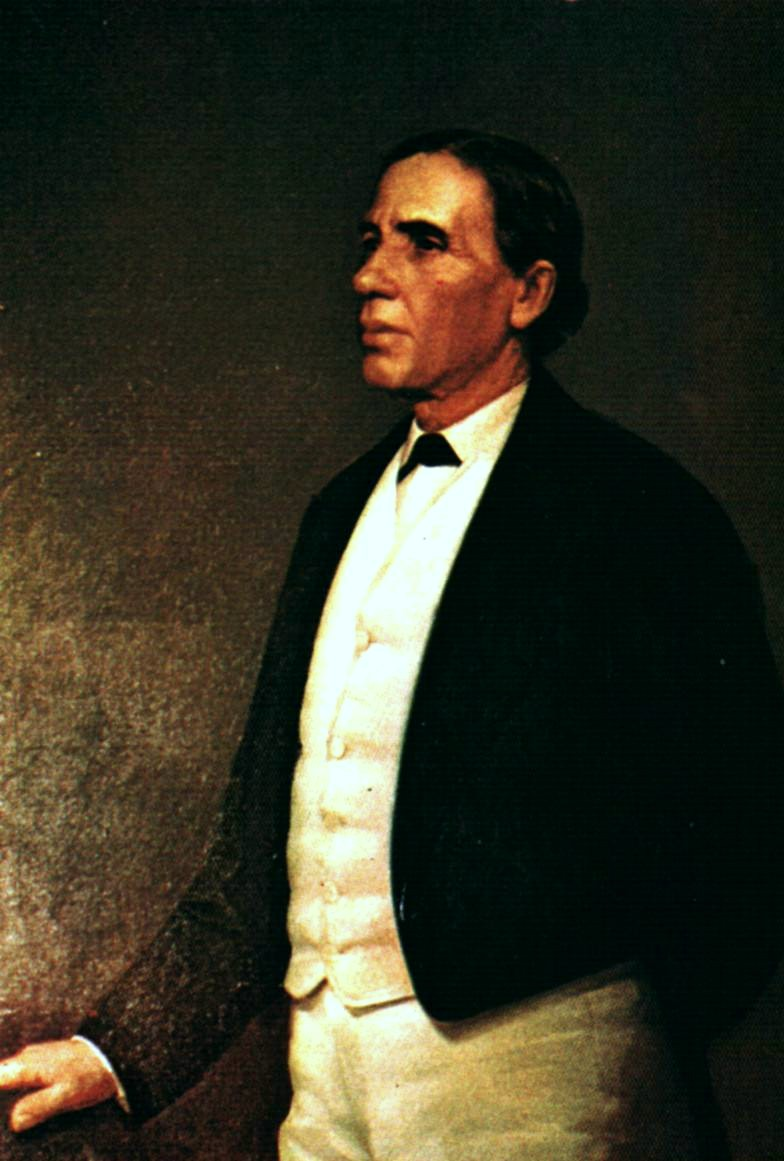
Wenceslao Urrutia, canciller de Venezuela y tanto autor como firmante del Protocolo Urrutia.

### Protocolo Urritia
En 1858 se inició la Revolución de Marzo, en la cual José Tadeo Monagas fue derrocado. Una vez instaurado el gobierno de la Convención Nacional de Valencia comenzaron a producirse en Caracas una serie de manifestaciones y disturbios populares, solicitando cárcel y pena de muerte para José Tadeo Monagas, quien se había asilado en la Legación Francesa. También se asilaron en dicha legación Jacinto Gutiérrez, exsecretario de Hacienda, y Juan Giuseppi, yerno de Monagas, pero después de las manifestaciones populares, ambos prefirieron abandonar la legación francesa y entregarse a las autoridades. Julián Castro Contreras, temiendo que se agudizara la crisis, y en virtud que ya no contaba con el apoyo de muchos que le apoyaron para derrocar a Monagas, solicitó al gobierno francés que Monagas se pusiera a la orden del mismo. En virtud de esto, José Tadeo Monagas exigió una serie de medidas y condiciones para salir de la sede de la Legación Francesa, por lo que el entonces Secretario de Relaciones Exteriores de Venezuela nombrado por Castro, Wenceslao Urrutia, convocó una conferencia con representantes de Estados Unidos, Reino Unido, Francia, Brasil, España y Pedro Van Rees, comisario especial de los Países Bajos. Una vez escuchadas las exigencias de Monagas, y llegado un acuerdo con los diplomáticos extranjeros, Wenceslao Urrutia procedió a firmar el Protocolo Urrutia, en el cual se establecían una serie de condiciones bajo las cuales Monagas cumpliría con arresto domiciliario y luego sería exiliado al país de su preferencia.

## SigloXX

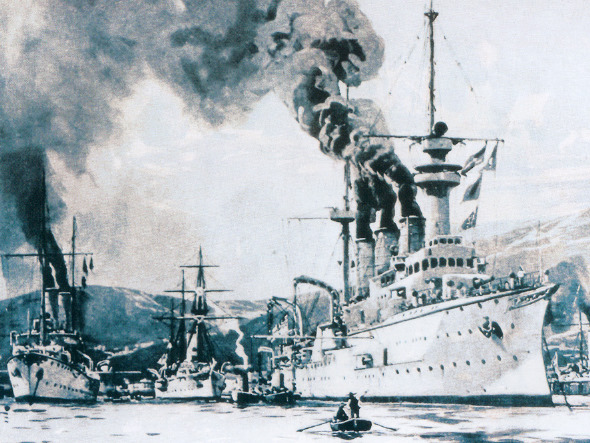
Grabado del alemán Willy Stöwer representando el bloqueo de los puertos venezolanos en 1902. A la derecha el crucero protegido, en el centro el crucero ligero, a la izquierda el cañonero.

Países Bajos se unió al grupo de países europeos participantes en el bloqueo naval a Venezuela de 1902-1903, quienes exigían el pago de deudas. En 1908, durante el gobierno del Cipriano Castro, Venezuela ordenó la requisa obligatoria de los buques de bandera holandesa en 1908. Posteriormente aplicó medidas arancelarias y expulsó al embajador de Países Bajos, llevando al país a enviar tres buques de guerra: Jacob van Heemskerck, Gelderland, and Friesland. Los buques fueron ordenados a interceptar a todos los barcos de bandera venezolana. El 12 de diciembre, Gelderland capturó al buque patrullero Alejo en Puerto Cabello.
Apenas unos días después, Cipriano Castro viajó a Berlín para una operación quirúrgica, y el 19 de diciembre de 1908, durante su ausencia, el vicepresidente Juan Vicente Gómez asumió el poder, terminando el conflicto con Países Bajos. Las relaciones diplomáticas entre Países Bajos y Venezuela fueron establecidas en 1921 después del establecimiento después de la firma de un tratado en Caracas el 11 de mayo de 1920. Países Bajos y Venezuela firmaron un Tratado de Límites marítimos en 1978 que fijó las fronteras y límites marítimos en el Mar Caribe entre las Antillas Neerlandesas para entonces y Venezuela.

## SigloXXI
El presidente venezolano Hugo Chávez llamó a la "independencia revolucionaria" de las islas, una propuesta que preocupó a varios habitantes de las islas y miembros del alto mando militar neerlandés.[cita requerida] En enero de 2010 el primer ministro neerlandés Jan Peter Balkenende rechazó las acusaciones de Chávez de que aviones militares estadounidenses estaban siendo desplegados en las Antillas Neerlandesas como parte de un plan de ataque; Chávez había mostrado la fotografía de un avión Lockheed P-3 Orion como prueba. Balkenende respondió que la foto había sido sacada de Wikipedia y que databa de 2002, y señaló que los aviones estaban siendo usados para combatir contra el narcotráfico, pidiéndole a Chávez de que se discutiera apropiadamente sobre problemas reales.
En 2014 Hugo Carvajal, exdirector de Inteligencia Militar de Venezuela y ex cónsul general en Aruba, fue arrestado en el aeropuerto internacional Reina Beatrix de Aruba como sospechoso de participación en operaciones de narcotráfico. El presidente venezolano Nicolás Maduro rechazó la detención de Carvajal y envió un equipo especial a Aruba para que asumiera la tarea de asegurar su liberación. Carvajal posteriormente fue liberado.

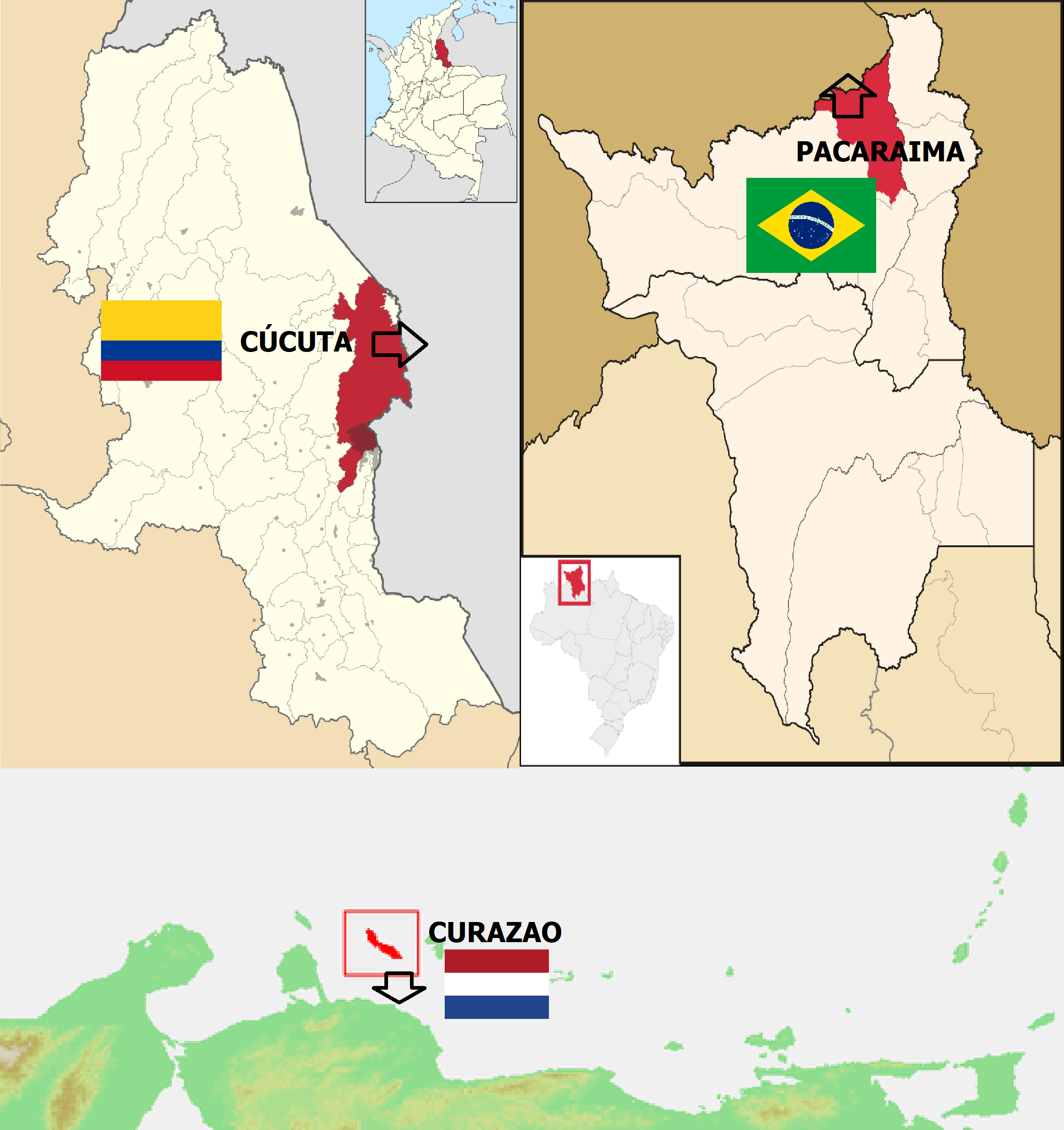
Mapa con los puntos específicos de los puestos de acopio y traslado de la ayuda humanitaria a Venezuela, incluyendo a Curazao

Países Bajos estuvo entre los 28 países de la Unión Europea que desconocieron los resultados de las elecciones de la Asamblea Nacional Constituyente de Venezuela de 2017. Países Bajos también desconoció los resultados de las elecciones presidenciales de Venezuela de 2018, donde Nicolás Maduro fue declarado como ganador.[cita requerida] Al anunciar que el países no reconocía los resultados, el ministro de asuntos exteriores neerlandés, Stef Blok, indicó que muchos de los oponentes del Maduro están en prisión y la economía estaba tan mal que utilizó el país de ejemplo para mostrar "cómo se puede lleva una economía hasta el punto de la demolición".
En 2019, durante la crisis presidencial de Venezuela, Países Bajos reconoció a Juan Guaidó como presidente de Venezuela. El 31 de enero la vicepresidenta de la Unión Europea Federica Moguerini anunció la creación de un "grupo de contacto por Venezuela" integrado inicialmente por ocho países europeos y cuatro latinoamericanos, incluyendo a Países Bajos, que mantendrían su primera reunión en Uruguay el 7 de febrero y que trabajarían durante 90 días en la posibilidad de facilitar un diálogo que culminara en elecciones en Venezuela. Gloria Notaro fue designada como embajadora en los Países Bajos por la Asamblea Nacional durante el 19 de febrero de 2019. Durante el envío de ayuda humanitaria a Venezuela, el 13 de febrero se anunció que la tercera y última base de operaciones para el acopio y traslado de la ayuda humanitaria sería la isla de Curazao; Países Bajos planeó llevar un cargamento de ayuda humanitaria de Willemstad, Curazao, hasta Puerto Cabello y el Puerto de La Guaira. El 19 de febrero Nicolás Maduro  ordenó cerrar la frontera con las regiones neerlandesas en el Caribe de Curazao, Aruba y Bonaire. Notaro fue sustituida por Isaac Salama como embajadora el 11 de junio.